# Birger Selin
Kurt Birger Robert Selin, född 28 november 1918 i Åbo, död 30 oktober 1992 i Stockholm, var en finländsk skulptör, tecknare och grafiker.
Han var son till stadsfiskalen Alho Rainer Selin och Margaretha Furstenborg och mellan 1939 och 1971 gift med Elsa Helena Pihl. Selin studerade vid Finlands konstakademi i Helsingfors 1934–1937 och vid Konsthögskolan i Stockholm 1948–1949 och under studieresor till Köpenhamn, Paris och Venedig. Han var huvudsakligen verksam som porträttmålare och målade bland annat av Set Svanholm och general Nils Svedlund. Han medverkade 1939 i en utställning på Galleri Hörhammer i Helsingfors och separat ställde han bland annat ut på SDS-hallen i Malmö. Förutom porträtt målade han även figurer och landskap. Selin är representerad vid Västerås stadshus och Uppsala stadshus.      